# Sophia von Liegnitz

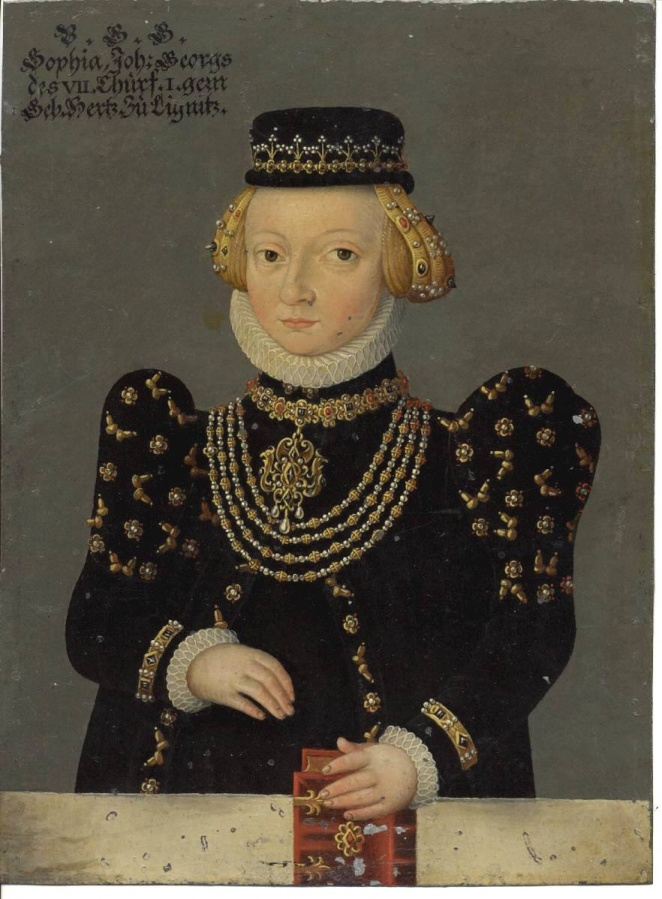
Sophia von Liegnitz, 1600–1620; Jagdschloss Letzlingen

Sophia von Liegnitz (* 1525; † 6. Februar 1546) war durch ihre Ehe mit Johann Georg von Brandenburg bis zu ihrem Tod kurzzeitig Erbprinzessin von Brandenburg.

## Familie
Sophia war eine Tochter des Herzogs Friedrich II. von Liegnitz, Brieg und Wohlau und der Prinzessin Sophie von Brandenburg-Ansbach, Tochter des Markgrafen Friedrich des Älteren von Brandenburg-Ansbach und Bayreuth.

## Ehe und Tod
Die evangelisch erzogene Sophia wurde am 15. Februar 1545 mit dem Erbprinzen und nachmaligen Kurfürsten Johann Georg von Brandenburg vermählt. Sie starb wenige Tage nach der Geburt des gemeinsamen Sohnes Joachim Friedrich (1546–1608), Nachfolger seines Vaters als Kurfürst von Brandenburg.